# Jirō Miyake
Jirō Miyake (三宅 二郎?, Miyake Jirō; 1901 – 30 novembre 1984) è stato un calciatore giapponese, di ruolo attaccante.

## Carriera
Dopo aver studiato presso l'Università di Kansai, venne selezionato per far parte della Nazionale di calcio del Giappone. Nelle sue file partecipò all'edizione del 1925 a Manila dei Giochi dell'Estremo Oriente, quando il 17 ed il 20 maggio disputò una partita rispettivamente contro le Filippine (4-0) e la Cina (2-0). Non segnò gol.